# Manoir de Purtse
Le manoir de Purtse (estonien : Purtse mõis, jusqu'en 1919 en allemand : Alt-Isenhof) est un château construit à l'époque de la Livonie, l'un des plus anciens châteaux seigneuriaux de l'Estonie actuelle. Il se trouve au nord-est du pays, à Lüganuse (avant 1919 : Luggenhusen) à 20 kilomètres de la ville de Kohtla-Järve, dans la région du Virumaa oriental (ancien Wierland).

## Historique

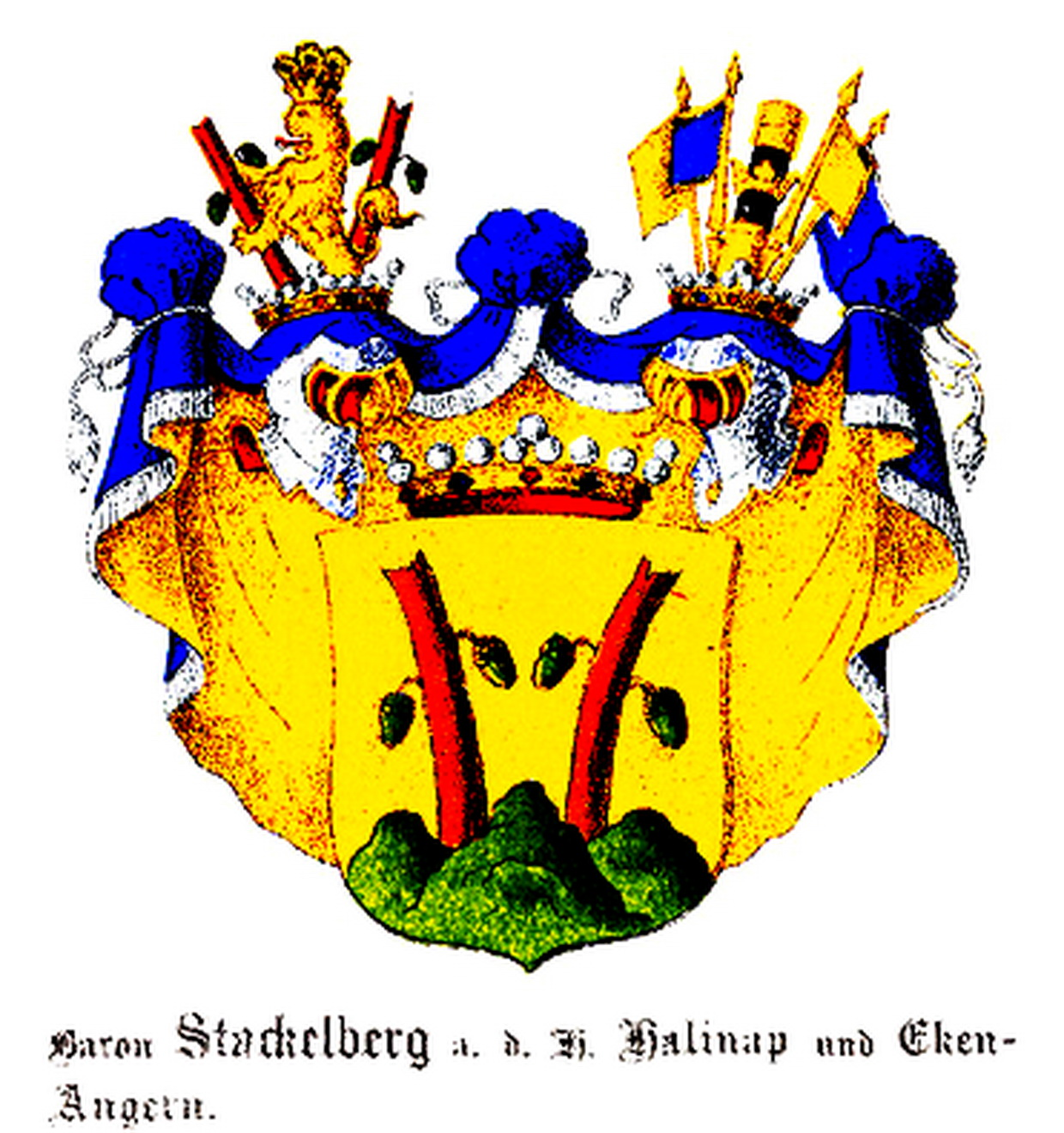
Blason des Stackelberg

Les chevaliers de l'Ordre Livonien apportent dans le Wierland l'architecture de la pierre à chaux, inconnue dans ces contrées auparavant. Ils construisent d'imposantes fortifications de  pierre, des châteaux forts et fondent des villes, mais ils bâtissent aussi des manoirs seigneuriaux dans un mouvement de défrichement et d'assainissement des sols pour la culture de terres peu exploitées auparavant, et souvent hostiles. La région appartient à la couronne de Danemark par la suite, puis à la Suède.
Le domaine est mentionné en 1421 et il appartient en 1497 au seigneur Otto Lode von der Ysse, puis à Jakob von Taube. C'est au début du XVIe siècle que l'actuel manoir est érigé par Johann von Taube, autour de 1533. Puis le domaine est en possession de Jacob De La Gardie qui le vend pour la somme colossale de 12 000 thalers suédois à Henrik Klasson Flemming. Il est fortement endommagé pendant la Guerre du Nord, mais aussitôt restauré.
Le manoir et ses terres sont achetés en 1731 par le major-général Otto Magnus von Stackelberg (et) de la puissante famille des Stackelberg, à l'origine de la lignée des Stackelberg d'Alt Isenhof, issue de celle de Camby, quelques années après son mariage avec Anna Magdalena von Bellingshausen. Les terres et les villages sont alors dévastés par le résultat de la guerre.
Le domaine demeure en la possession de la famille Stackelberg, jusqu'à la réforme foncière de 1919 qui exproprie tous les propriétaires d'origine allemande. Le comte Gustav Ernst von Stackelberg fut le bénéficiaire du majorat et propriétaire du fideicommis, son fils aîné Otto Magnus (époux de Charlotte Ottilie von Liphart) après lui , etc. Son dernier propriétaire jusqu'au 25 octobre 1919, fut le comte Ernst von Stackelberg.
Le petit château a été restauré entre 1987 et 1990. Ses salles peuvent être louées pour des réceptions ou des conférences et il accueille un restaurant. Des concerts et des expositions y sont organisés. Il appartient à la commune.

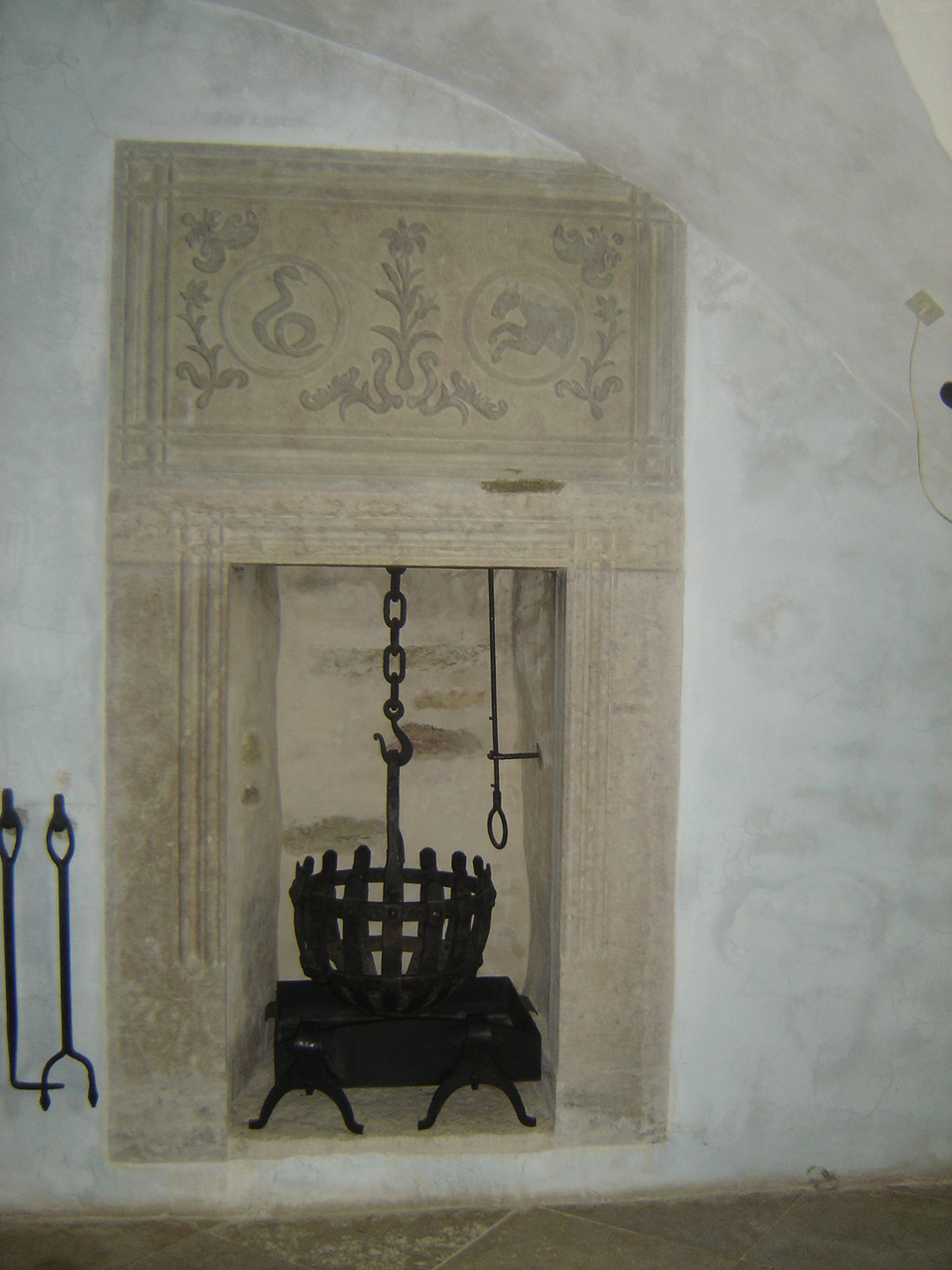
Cuisines
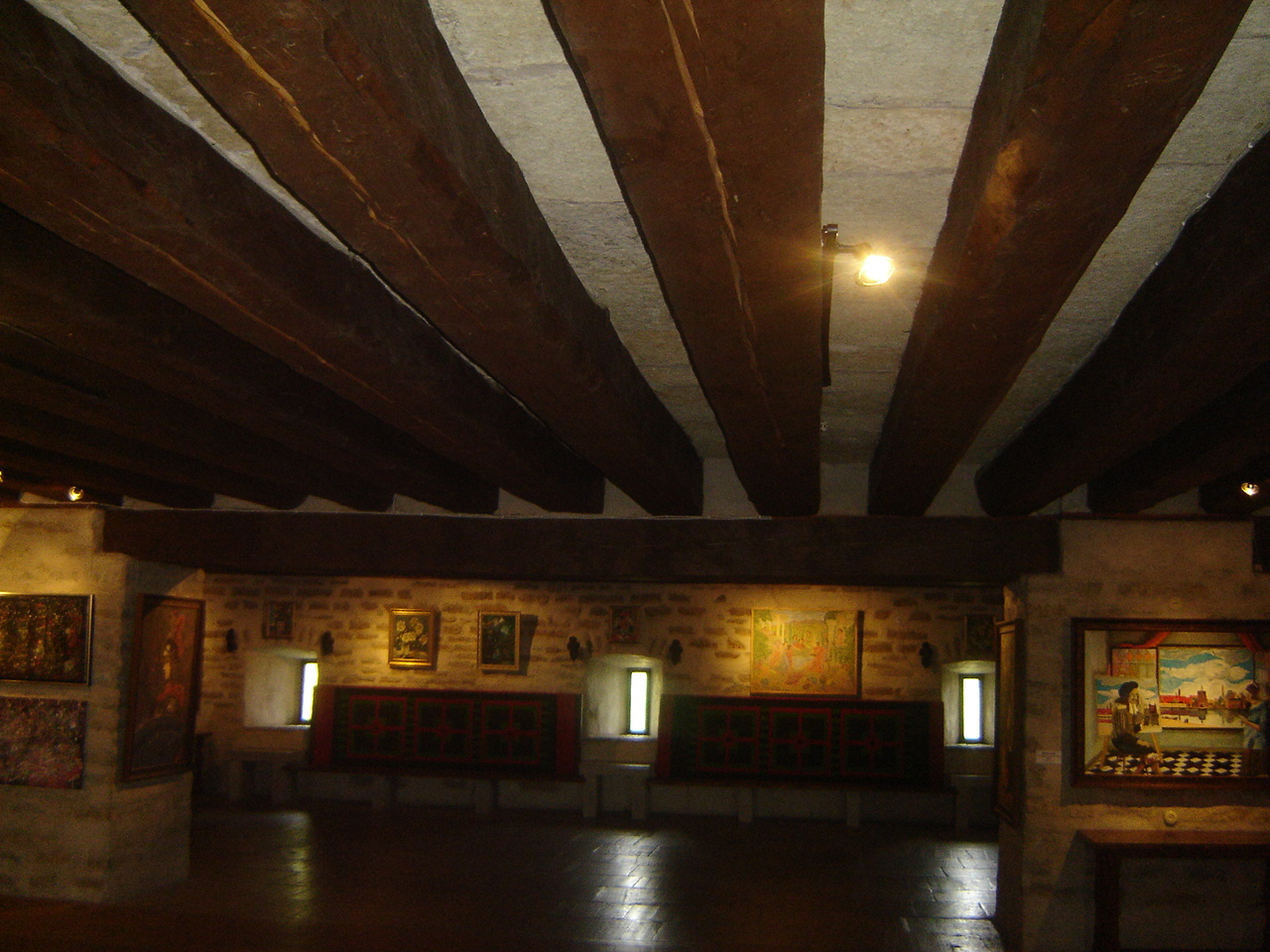
La salle principale du deuxième étage
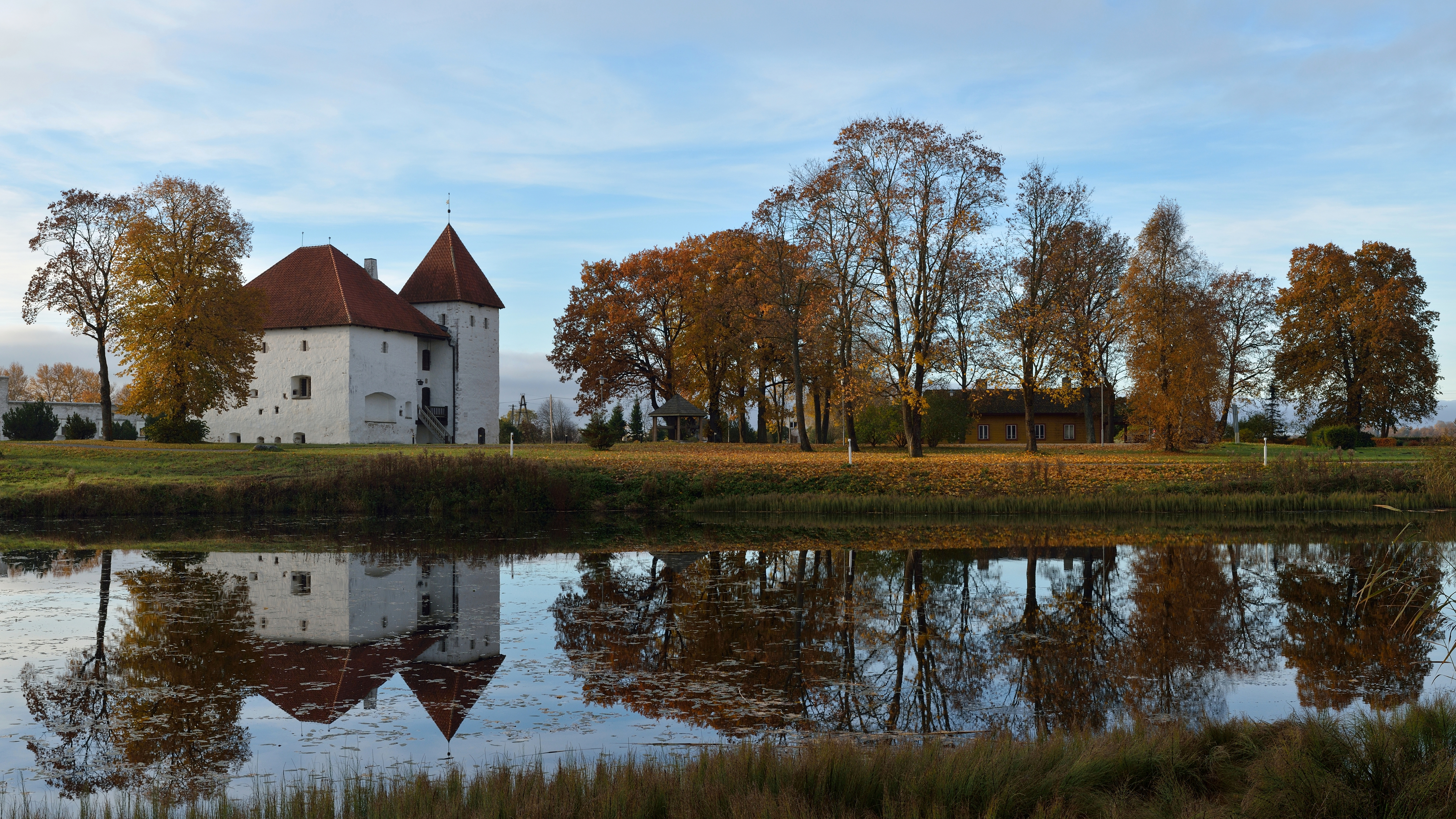
Manoir d'Alt Isenhof